# Herrarnas tvåmanna i bob vid olympiska vinterspelen 1936
Herrarnas tvåmannabobåkning i vinter-OS 1936 ägde rum i Garmisch-Partenkirchen i Tyskland den 14-15 februari 1936.

## Medaljörer
| Gren             | Guld                         | Silver                                 | Brons                                |
| Herrar, tvåmanna | USA Ivan Brown Alan Washbond | Schweiz Fritz Feierabend Joseph Beerli | USA Gilbert Colgate Richard Lawrence |

## Resultat
| Placering | Land och Idrottare                                         | Tid     |
| Gold      | USA (Ivan Brown, Alan Washbond)                            | 5.29,29 |
| Silver    | Schweiz (Fritz Feierabend, Joseph Beerli)                  | 5.30,64 |
| Bronze    | USA (Gilbert Colgate, Richard Lawrence)                    | 5.33,96 |
| 4         | Storbritannien (Frederick McEvoy, James Cardno)            | 5.40,25 |
| 5         | Tyskland (Hanns Kilian, Hermann von Valta)                 | 5.42,01 |
| 6         | Tyskland (Fritz Grau, Albert Brehme)                       | 5.44,71 |
| 7         | Schweiz (Reto Capadrutt, Charles Bouvier)                  | 5.46,23 |
| 8         | Belgien (Rene Baron Lunden, Eric Vicomte de Spoelberch)    | 5.46,28 |
| 9         | Belgien (Max Houben, Martial van Schelle)                  | 5.47,32 |
| 10        | Nederländerna (Willem Barongevers, Samuel J. Dunlop)       | 5.48,11 |
| 11        | Italien (Edgardo Vaghi, Dario Poggi)                       | 5.51,02 |
| 12        | Italien (Antonio Brivio, Carlo Soldini)                    | 5.51,21 |
| 13        | Österrike (Hans Stürer, Hans Rottensteiner)                | 5.52,00 |
| 14        | Frankrike (Jean de Suarez d'Aulan, Jacques Bridou)         | 5.54,81 |
| 15        | Rumänien (Alexandru Frimu, Costel Rădulescu)               | 5.56,01 |
| 16        | Rumänien (Alexandru Budişteanu, Dumitru Gheorghiu)         | 5.58,91 |
| 17        | Tjeckoslovakien (Gustav Leubner, Wilhelm Blechschmidt)     | 5.59,47 |
| 18        | Liechtenstein (Eduard Theodor von Falz-Fein, Eugen Büchel) | 6.01,94 |
| 19        | Österrike (Hans Volckmar, Anton Kaltenberger)              | 6.02,30 |
| 20        | Tjeckoslovakien (Josef Lanzendörfer, Karel Růžička)        | 6.09,70 |
| 21        | Frankrike (Louis Bozon, Émile Kleber)                      | 6.20,07 |
| 22        | Luxemburg (Raoul Weckbecker, Géza Wertheim)                | 6.32,79 |
| -         | Luxemburg (Henri Koch, Gustav Wagner)                      | DNF     |